# Преамбула

Преамбула Статуту Організації Об'єднаних Націй

Преа́мбула (від лат. praeambulare — «те, що передує» та середньо-лат. praeambulum — «введення») — передмова, вступна частина як правило важливого нормативного акту: конституції, закону, декларації, міжнародного договору, постанов та інших важливих актів, у якій роз'яснюється предмет, викладаються обставини та мотиви, що були приводом для видання чи укладення цього документу, його цілі й завдання, а також інші дані загального характеру.
Преамбулою також часто зветься ввідна частина великих наукових праць, трактатів, манускриптів, енциклопедичних статей.
У музиці подібна ввідна частина зветься прелюдією.